# Établissement d'éducation Plamann

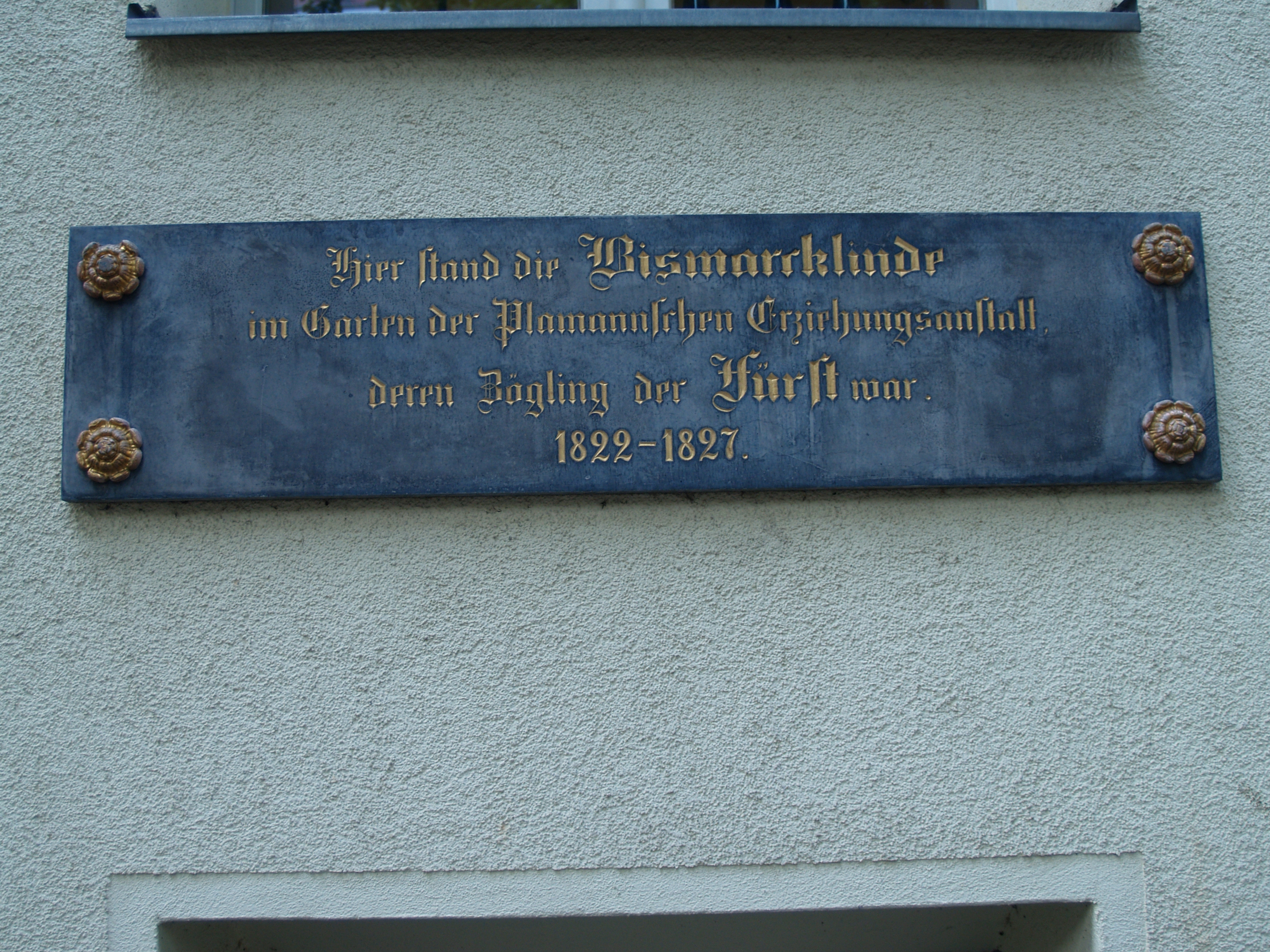
Plaque en l'honneur de Bismarck

L'établissement d'éducation Plamann, Plamannsche Erziehungsanstalt, était un internat de garçon à Berlin. L'école a été fondée en 1805 par le pédagogue Johann Ernst Plamann (1771-1834). Il était imprégné par les préceptes de Johann Heinrich Pestalozzi, qui se base sur un entraînement physique poussé. L'établissement est fermé en 1830 après 25 ans d'existence.
Il est surtout connu pour avoir eu comme élève Otto von Bismarck.

## Emplacement
L'institut est situé à l'extrémité sud de la Wilhelmstraße 139 de Berlin (sur son côté ouest). Il ne reste rien des bâtiments de l'époque. Ils se trouvaient sur le côté ouest de la Wilhelmstraße, au sud de la communauté des Frères moraves, au nord de l'ancienne Belle-Alliance-Platz (aujourd'hui Mehringplatz (de)). Le côté cour et jardin était adjacent au mur de douane de Berlin, dont il n'était séparé que par la communication d'Anhalt. Après le démantèlement de ce mur (1867), ce chemin de liaison devient, avec le chemin du côté extérieur du mur, la Königgrätzer Straße. En 1878, une maison d'habitation est construite sur la surface du jardin, au numéro 88 de l'époque. Sur la façade de cette maison, on a apposé une inscription rappelant le "tilleul de Bismarck" dans le jardin. Otto von Bismarck a été l'un des élèves les plus célèbres de l'établissement. L'école a déjà été transformée au XIXe siècle, puis démolie. Auparavant, elle a été acquise par Johann August Zeune en tant que filiale de l'institution pour aveugles. La Königgrätzer Straße s'appelle aussi brièvement la Saarlandstraße, aujourd'hui à nouveau la Stresemannstraße ; l'ancien jardin se trouve sous les maisons actuelles des numéros 30 et 32. Le bâtiment Stresemannstraße 30, construit en 1878, est rebaptisé le 11 septembre 2009 "Singer" en l'honneur du politicien social-démocrate Paul Singer (de). Le 30 septembre 2008, elle est nommée "Maison Paul-Singer". Depuis 1998, elle est la propriété du SPD et depuis 1999, il est entre autres le siège de la Berliner vorwärts Verlagsgesellschaft, la maison d'édition de l'organe du parti Vorwärts ainsi que son siège de rédaction ; l'arrière-boutique abrite les archives politiques du bureau fédéral du SPD. Vers 1970, la Wilhelmstraße est détournée de la Mehringplatz ; la surface des anciens bâtiments scolaires se trouve maintenant sous la chaussée (au nord de la Maison Willy-Brandt (de)). 